# Jailbreak (AC/DC)
Jailbreak è una canzone della band hard rock AC/DC pubblicata a settembre del 1976, nona e ultima traccia dell'album Dirty Deeds Done Dirt Cheap nella sua versione australiana. Il singolo, scritto da Angus Young, Malcolm Young e Bon Scott, non è stato pubblicato negli Stati Uniti, in Canada e in Giappone fino all'uscita di '74 Jailbreak nel 1984.
In versione dal vivo Jailbreak compare sull'album Live: 2 CD Collector's Edition del 1992, su Backtracks del 2009, nonché sul lato B del singolo da 12" Shake Your Foundations del 1986, cantata da Brian Johnson.

## Il video
Il video di Jailbreak è stato realizzato per il programma musicale australiano "Countdown" e girato in una cava in un sobborgo di Melbourne. Nel video Phil Rudd, Bon Scott e Angus Young appaiono con la tenuta da carcerati, mentre Mark Evans e Malcolm Young sono vestiti da guardie carcerarie. Questo video è incluso nel DVD Family Jewels, mentre un video in cui il gruppo suona semplicemente il brano dal vivo è presente in Backtracks.

## Tracce
- 1976 – AC/DC, Jailbreak, 45gg, Atlantic K 10805, Regno Unito, prodotto da Vanda & Young[2]. Questa versione contiene i brani seguenti:

1. "Jailbreak" - 4:12
2. "Fling Thing" - 1:58

## Formazione
- Bon Scott - voce
- Angus Young - chitarra solista
- Malcolm Young - chitarra ritmica
- Mark Evans - basso
- Phil Rudd - batteria